# Бартц, Кэрол
Кэрол Энн Бартц (англ. Carol Ann Bartz) — американская предпринимательца, бывший президент и CEO компании «Yahoo!», бывший председатель совета директоров, президент и CEO компании «Autodesk».

## Ранняя жизнь и образование
Кэрол Бартц родилась 29 августа 1948 года в Уиноне (штат Миннесота). Её мать, Ширли Бартц, умерла, когда Кэрол было восемь лет. Несколько лет спустя она и её младший брат Джим переехали из Миннесоты к своей бабушке, Алисе Шварц, на молочную ферму близ города Алма (штат Висконсин). В средней школе Бартц преуспевала в математике. Затем училась в колледже в Университете Уильям Вудс в Фултоне (штат Миссури), а впоследствии перевелась в Университет Висконсин—Мэдисон, где получила степень бакалавра в области компьютерных наук в 1971 году. Во время учёбы в колледже зарабатывала, работая официанткой.
Бартц имеет степень почётного доктора гуманитарных наук Технологического института Нью-Джерси (2002), степень почётного доктора технических наук Политехнического института Вустера и степень почётного доктора гуманитарных наук Университета Уильям Вудс.

## Карьера
В 1976 году Бартц начала работать в производственном конгломерате 3M, но покинула его после отказа в просьбе перевестись в штаб-квартиру; ей сказали, что «женщины не занимаются такой работой». Бартц перешла в компьютерную индустрию, работала в компаниях Digital Equipment Corporation и Sun Microsystems.

### CEO компании Autodesk
Кэрол Бартц заняла должность CEO компании Autodesk в 1992 году. Согласно Forbes, Бартц «превратила Autodesk из бесцельного разработчика программного обеспечения в лидера проектирования программного обеспечения для архитекторов и строителей». Ей приписывают образование и развитие концепции «3F» («fail fast-forward») — идеи о том, что компания может рисковать неудачами в проектах, но после неудач должна оставаться устойчивой и быстро двигаться дальше. Кэрол Бартц ушла с поста CEO в 2006 году и стала исполнительным председателем совета директоров. Чистый доход Autodesk существенно увеличился во время её пребывания в должности.
Кроме Autodesk, Бартц работала в ещё некоторых советах директоров, в том числе в компаниях Intel, Cisco Systems, BEA Systems, Network Appliance и в Фонде Национальной научной медали. Кроме того, она была членом Президентского совета по науке и технике.

### CEO компании Yahoo!
13 января 2009 года Кэрол Бартц стала CEO компании Yahoo!, после того, как эту должность покинул сооснователь Джерри Янг.
В мае 2009 года агентство Рейтер сообщило, что Бартц в новой для себя компании уже проделала впечатляюще много работы, «перевернув организационную структуру, заменив руководителей и сократив расходы, в том числе 675 рабочих мест — 5 процентов рабочей силы». Аналитики описали её усилия, как именно то, что требуется компании, но, как заметил журналист Алексей Орешкович: «Для рядов Yahoo (YHOO.O), по-прежнему контуженных серьёзными сокращениями 2008 года — тогда было уволено 1600 сотрудников, надежда, принесённая Бартц, всё больше смешивается со страхом и неуверенностью. Тем не менее, у Бартц всё ещё остаётся широкая поддержка, несмотря на жёсткие заявления, отмены праздничных вечеринок и вынужденные отпуски».
С новым раундом увольнений и закрытий сайтов Yahoo! «беспокойство в рядах усугубилось тем, что называют растущим ощущением секретности», которым известна Бартц: «Прекратилось неофициальное распространение информации о компании, ранее бывшее обычным делом». В письмах сотрудникам Бартц резко требовала прекратить утечки в прессу.
После года в Yahoo! в январе 2010 года Бартц поставила себе отметку «B-» за работу в 2009 году: «Это было немного сложнее внутри, чем я ожидала. Я действовала быстро, но это большая работа». Однако, в средствах массовой информации её работа оценивалась выше, с учётом проблем, с которыми ей нужно было справиться.
6 сентября 2011 года Бартц была снята со своей должности в Yahoo! (по телефонному звонку), её место временно занял финансовый директор Тим Морзе.

## Личная жизнь
В 1992 году Бартц пережила рак молочной железы. Она состоит в браке с Биллом Марром, бывшим руководящим сотрудником в компаниях Data General и Sun Microsystems. У них трое детей: Билл, Мередит и Лейн. Среди её хобби: гольф, теннис и садоводство.